# Catedral de Strängnäs

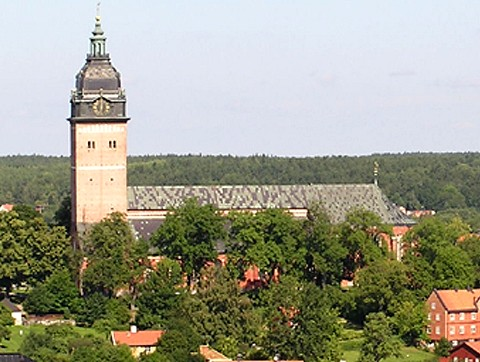
Catedral de Strängnäs

A Catedral de Strängnäs (Strängnäs domkyrka) fica na cidade sueca de Strängnäs, na província histórica da Södermanland. É considerada a catedral sueca que melhor manteve o seu caráter medieval. Strängnäs é a sede da Diocese de Strängnäs desde o século XII.
Começou a ser construída durante as primeiras décadas do século XIII, com pedra e tijolo escandinavo, no local onde teria existido antes uma igreja de madeira.. Naquele mesmo sítio, teriam anteriormente tido lugar rituais pagãos viquingues, e teria sido lá que o missionário São Ésquilo teria sido morto, no século XII. 
Em 31 de julho de 2018, um conjunto de joias reais do século XVII, incluindo duas coroas históricas do rei Carlos IX e da rainha Cristina foram roubadas da catedral. As duas coroas fazem parte do vestuário fúnebre do rei Carlos IX e da sua esposa, a rainha Cristina, que se encontrava num expositor na catedral com um sistema de segurança e alarme anti-roubo. As joias foram recuperadas em fevereiro de 2019.